# Ешлі Олсен (акторка)
Е́шлі Фу́ллер О́лсен (англ. Ashley Fuller Olsen; нар. 13 червня 1986, Лос-Анджелес, Каліфорнія, США) — американська акторка, підприємиця, продюсерка, дизайнерка одягу.

## Кар'єра

### Акторська кар'єра
Див. також Кар'єра Мері-Кейт і Ешлі 
Почала кар'єру у 9-місячному віці, коли в 1987 році її і її сестру Мері-Кейт відібрали на кастингу для ролі Мішель Таннер в серіалі «Повний будинок». Сестри були зайняті на зйомках по черзі, але в титрах були зазначені, як одна людина — Мері Кейт Ешлі Олсен. Аудиторію тримали в невіданні до останнього сезону, в якому сестер вказали нарізно.
У 1993 році для сестер була створена компанія Dualstar, яка спочатку займалася виробництвом вельми успішних фільмів за участю сестер у головних ролях, а пізніше стала випускати продукцію з символікою та їх образами — одяг, книги, парфуми, журнали, фільми і плакати.
Після закінчення серіалу в 1995 році Ешлі продовжила зніматися разом з Мері-Кейт, разом вони випустили низку дуже успішних відеофільмів і стали популярні на підлітковому ринку в кінці 1990-х — початку 2000-х. Також у 2000-2005 роках випускалися компанією Mattel їх ляльки. У 2004 році Ешлі знялася з Мері-Кейт в останньому спільному фільмі «Миттєвості Нью-Йорка».

#### Фільмографія
См. у статті Фільмографія сестер Олсен

### Управління компанією
У 2004 Ешлі Олсен увійшла в раду директорів компанії Dualstar Entertainment Group, створеної після успіху сестер в серіалі «Повний будинок». Їх бренд в даний час продається в понад 3000 магазинах в США та близько 5300 магазинах по всьому світу. З 2002 року сестри присутні в списку «100 знаменитостей» Forbes, а в 2007 році опинилися на 11-му місці серед найбагатших жінок в індустрії розваг з оціночною вартістю $100 млн.

### Дизайнерська кар'єра
У 2008 році Мері-Кейт і Ешлі Олсен випустили книгу «Вплив», в якій містяться інтерв'ю з багатьма творчими і впливовими людьми, серед яких Карл Лагерфельд, Террі Річардсон, Діана фон Фюрстенберг.

## Публічний образ
Ешлі Олсен поряд з сестрою Мері-Кейт постійно піддається критиці з боку PETA, яка стурбована тим, що Олсен популяризують носіння хутра у своїх модних лініях. Також був створений сайт Meet the Trollsen Twins [Архівовано 13 червня 2008 у Wayback Machine.], в якому сестер закликають відмовитися від носіння і використання хутра в своїх дизайнерських розробках.
У 2005 році Ешлі Олсен подала позов на суму $40 млн доларів на журнал The National Enquirer за те, що він опублікував її невдале фото з напівзакритими очима під заголовком «Ешлі Олсен замішана у скандалі з наркотиками».

## Особисте життя
Навчалася в Campbell Hall Episcopal Day School в Голлівуді. У 2004 році Ешлі з Мері-Кейт вступили у Нью-Йоркський університет, і хоча сестра залишила його вже в 2005 році, Ешлі, не закінчивши, пішла лише в 2007.
У травні 2004 року розлучилася з квотербеком Колумбійського університету Меттом Кепланом (Matt Kaplan), стосунки з яким тривали 3 роки. У 2005 році мала нетривалі стосунки з актором Джаредом Лето і з 30-річним власником клубу Скоттом Сартіано (Scott Sartiano). В 2007 році зустрічалася з велогонщиком Ленсом Армстронгом.
З 2008 року зустрічалася з актором Джастіном Барта. Ходили чутки про шлюб. В березні 2011 року розійшлася з ним після 2 років стосунків.
8 травня 2015 року стало відомо, що Ешлі Олсен страждає хворобою Лайма.